# Xenija Petrowna Gemp
Xenija Petrowna Gemp, geboren Mineiko, (russisch Ксения Петровна Гемп, урожд. Минейко; * 5. Dezemberjul. / 17. Dezember 1894greg. in St. Petersburg; † 3. Februar 1998 in Archangelsk) war eine russische bzw. sowjetische Algologin und Ethnographin.

## Leben
Gemps litauischer Großvater Gerard Iossifowitsch Mineiko (1832–1889) war Gymnasiallehrer in Archangelsk. Ihr Vater Pjotr Gerardowitsch Mineiko (1868–1920) war  Vizeleiter der Bauarbeiten im Archangelsker Hafen und 1912–1913 Leiter des Hydrometeorologischen Dienstes des Arktischen Ozeans und Weißen Meers sowie Vorstandsvorsitzender der Archangelsker Gesellschaft zur Erforschung des Russischen Nordens. Er wurde im Russischen Bürgerkrieg unter ungeklärten Umständen am Vorabend des Einmarsches der Roten Armee in Archangelsk getötet. Die Mutter Nadeschda Michailowna geborene Dwoinikowa (1870–1921) hatte am Sankt Petersburger Konservatorium studiert und war Krankenschwester. Gemp hatte einen älteren und einen jüngeren Bruder und zwei jüngere Schwestern. In der elterlichen Bibliothek gab es mehr als 80.000 Bücher.
Gemp verließ 1912 das Archangelsker Mariengymnasium mit einer Silbermedaille. Auch hatte sie die zusätzliche Pädagogik-Klasse absolviert und die Musikschule besucht. Sie studierte dann in St. Petersburg in der Historisch-Philologischen Abteilung der Höheren Bestuschew-Kurse für Frauen. Daneben hörte sie naturwissenschaftliche Vorlesungen an der Universität Petrograd. Neben Russisch beherrschte sie Deutsch, Französisch und Englisch. Sie interessierte sich für die Kulturen des russischen Nordens, sodass sie einmal eine Vorstellung der Bylinensängerin Marija Kriwopolenowa besuchte. Nach dem Studiumsabschluss 1916 kehrte sie im Sommer 1917 nach Archangelsk zurücke. Sie heiratete 1918 nach der Oktoberrevolution den Absolventen der Historisch-Philologischen Fakultät der Universität Petrograd Alexei Germanowitsch Gemp (1893–1977), der Leiter des Lehrstuhls für Allgemeine Geschichte des Archangelsker Staatlichen Pädagogischen Instituts wurde.
Bis 1925 unterrichtete Gemp russische Geschichte und andere Fächer in Alphabetisierungskursen, in Einrichtungen der Mittleren Bildung und im Archangelsker Praxisinstitut für Volksbildung. Am 21. Februar 1925 erhielt sie eine Stelle als wissenschaftliche Mitarbeiterin im 1924 gegründeten Archangelsker Institut für Industrielle Exploration und leitete die Bibliothek für wissenschaftlich-technische Literatur.
Gemp erhielt 1927 den Auftrag, die industriell nutzbaren Seetang-Bestände im Weißen Meer zu untersuchen. Darauf wurde die Algologie ihr Forschungsschwerpunkt. Ab 1930 war sie wissenschaftliche Sekretärin des Instituts, das 1937 das Archangelsker Algen-Forschungslaboratorium wurde. Auf den Solowezki-Inseln lernte sie 1937 den Priester und Physiker Pawel Florenski kennen, der im Laboratorium der dortigen Algen-Abteilung eine Methode zur Gewinnung von Iod aus Algen entwickelte.
Als zu Beginn des Deutschen Angriffskriegs gegen die Sowjetunion die Arbeit des Instituts mit nur noch drei Mitarbeitern zu erliegen drohte, untersuchte Gemp zusammen mit Wissenschaftlern des Archangelsker Medizinischen Instituts Möglichkeiten zur Gewinnung von Lebensmitteln aus Algen des Weißen Meers. Im November 1943 wurde sie in das blockierte Leningrad geschickt, wo sie innerhalb von drei Monaten die in Archangelsk entwickelte Technologie zur Produktion von Vitaminnahrungsmitteln aus den Leningrader Laminaria- und Ahnfeltia-Algen erfolgreich einführte. Unter ihrer Leitung wurden in den Kriegsjahren im Algen-Laboratorium auf nassen Laminaria-Blättern Schimmelpilze mit nativen Penicillinen entdeckt, die dann kultiviert wurden. Es wurde eine Salbe hergestellt, die in den Archangelsker Lazaretten bei der Behandlung von Wunden erfolgreich eingesetzt wurde.
Gemp wurde 1959 nach China geschickt, um die dortigen Erfahrungen bei der Kultivierung von Seetang zu studieren. Die heimischen Bestände waren durch die intensivere Nutzung gefährdet und sollten durch die Entwicklung von Kultivierungstechnologien für die intensive industrielle Nutzung vermehrt werden. Auf ihre Initiative fand 1960 in Archangelsk eine Allunionskonferenz über wissenschaftliche und technische Probleme der Algenindustrie statt. An der Großen Solowezki-Insel legte sie 1967 die erste  Ahnfeltia-Plantage für die Gewinnung von Iod und Agar an. Sie leitete 1969 Versuche im Onegabusen des Weißen Meers zur Einführung von Rotalgen, die die Defizite der Ahnfeltia kompensieren könnten. Einen Algenindustrie-Atlas des Weißen Meers erstellte sie 1972. Sie leitete das Algen-Laboratorium und leitete es bis zu ihrer Pensionierung 1974.
Neben ihrer Forschungstätigkeit interessierte sich Gemp auch für die Kultur und Geschichte des russischen Nordens. Bei ihren Reisen und Expeditionen zur Untersuchung der Algenverbreitungsgebiete sammelte sie Aufzeichnungen über das Erwerbsleben, die Lebensweisen und Gebräuche der Pomoren. Sie fand alte Seekarten und Seehandbücher. Viele ihrer ethnographischen Beobachtungen nahm sie in ihr Buch über das Weiße Meer auf, das Fjodor Abramow als Enzyklopädie der Volkskultur des Weißen Meers bezeichnete. In der 2. Auflage mit einem empfehlenden Vorwort Dmitri Lichatschows fügte sie dem Buch eine Sammlung pomorischer Redewendungen  hinzu, darunter auch Begriffe und Rezepte der Volksmedizin. Sie veröffentlichte Aufsätze und 1980 ein Buch über die Geschichte der pomorischen Seefahrt. Sie verfasste Studien über Michail Lomonossows Beschäftigung mit dem russischen Norden und die Polarforscher Georgi Sedow, Wladimir Russanow, Rudolf Samoilowitsch u. a. Für das Puschkinhaus trug sie in eine Karte die Orte von 31 altgläubigen Skiten in der Oblast Archangelsk ein. Die mit ihrem Mann gesammelten vielfältigen Archivalien übergab sie verschiedenen Museen, Archiven und dem Puschkinhaus, in dem der spezielle Fond Gemp mit 100 Büchern und Dokumenten eingerichtet wurde.
Ein besonderer Sammlungsschwerpunkt der Gemps war alles, was mit dem Leben und dem Werk Alexander Puschkins zu tun hatte. Kaufangebote für die Sammlung mit seltenen Erstausgaben lehnten sie ab und schenkten in den 1970er Jahren dem Puschkinhaus 48 Ausgaben, die teilweise dort noch nicht vorhanden waren. Auf der Gründungsversammlung der erneuerten Puschkin-Gesellschaft im Februar 1990 wurde Gemp zum Ehrenmitglied gewählt.
Gemps Sohn Igor (1918–1942) studierte am Moskauer Institut für Zootechnik und fiel in der Schlacht von Stalingrad.
Gemp starb am 3. Februar 1998 in Archangelsk und wurde auf dem Kusnetschewskoje-Friedhof begraben (jetzt Wologowskoje-Friedhof).
Nach Gemp wurde 2013 das 3. Gymnasium Archangelsks benannt.

## Ehrungen, Preise
- Medaille „Für die Verteidigung Leningrads“ (1944)
- Vollmitglied (1945) und Ehrenmitglied (1976) der Geographischen Gesellschaft der UdSSR bei der Akademie der Wissenschaften der UdSSR[1]
- Ehrendoktorin der biologischen Wissenschaften der Peking-Universität (1961)
- Orden des Roten Banners der Arbeit (1963)
- Ehrenbürgerin Archangelsks (1984)[1]
- Ehrendoktorin der Staatlichen Lomonossow-Küstenuniversität und der Staatlichen Medizinischen Universität des Nordens (1994)[1]
- Ehrenmitglied der Lomonossow-Stiftung (1994)[14]